# Take It All
Take It All ist ein von Marion Cotillard gesungener Song aus dem Filmmusical Nine. Er wurde von Maury Yeston geschrieben.

## Hintergrund
Nine ist eine Adaption des gleichnamigen Musicals. Während einige Songs des Broadway-Musicals übernommen wurden, wurde Take It All exklusiv für den Film geschrieben.
Marion Cotillard spielt in dem Film Luisa Contini, die Ehefrau der Hauptfigur Guido Contini, die an Federico Fellini angelehnt ist. Das Lied ist in dem Film der Befreiungsschlag von Luisa Contini, die die sexuellen Eskapaden ihres Ehemannes, der eine Geliebte hat, nicht mehr erträgt und ihn verlässt. Dabei zeigt die Filmszene einen imaginären Striptease von Luisa vor einem fremden Mann, also eine Art Seelenstriptease im Kontext des Films. Der Striptease war eine Idee von Filmregisseur und Choreograf Rob Marshall.
Ursprünglich sollte der Song Trio-Gesang von Nicole Kidman (als Claudia Jenssen), Penelope Cruz (als Carla Albanese) und Cotillard enthalten. Kurz vor dem Dreh wurde der Song jedoch als Solo umgeschrieben.
Das Lied ist auf dem gleichnamigen Soundtrack enthalten.
Ein Musikvideo wurde am 8. Februar 2010 auf dem offiziellen Vevo-Kanal von Marion Cotillard hochgeladen. Das Video enthält einige Filmszenen sowie Studioaufnahmen. Insgesamt erreichte das Video mehr als 2 Millionen Aufrufe.

## Auszeichnungen
Der Film wurde bei der Oscarverleihung 2010 als Bester Filmsong nominiert, verlor aber gegen The Weary Kind von Ryan Bingham und T Bone Burnett.